# Giacomo Orefice
Giacomo Orefice (ur. 27 sierpnia 1865 w Vicenzy, zm. 22 grudnia 1922 w Mediolanie) – włoski kompozytor, pianista i krytyk muzyczny. 

## Życiorys
Studiował w Liceo Musicale w Bolonii (dyplom 1885) u Alessandro Busiego (fortepian) i Luigiego Mancinellego. Początkowo pracował jako adwokat, później poświęcił się wyłącznie muzyce. W 1901 roku założył w Mediolanie Società Italiana degli Amici della Musica, któremu przez wiele lat przewodził. W latach 1908–1909 był dyrektorem artystycznym Teatro Costanzi w Rzymie. Od 1909 do 1922 roku wykładał w konserwatorium w Mediolanie. Do jego uczniów należeli Nino Rota, Victor de Sabata i Lodovico Rocca. W 1920 roku założył szkołę muzyczną w Como.
Opublikował pracę Luigi Mancinelli (wyd. Rzym 1921), przygotował też wydanie Orfeusza Claudio Monteverdiego (wyd. Mediolan 1909).

## Twórczość
W swojej twórczości operowej nawiązywał do nurtu werystycznego, duże znaczenie mają też jego utwory fortepianowe, utrzymane w stylistyce bliskiej impresjonizmowi. Napisał operę Chopin, której fabuła oparta jest na różnych wydarzeniach z życia polskiego kompozytora, a jej muzyka to w całości zorkiestrowane przez Oreficego utwory Chopina.

## Wybrane kompozycje
(na podstawie materiałów źródłowych)

### Utwory orkiestrowe
- 2 symfonie (c-moll 1892, d-moll 1910)
- Sinfonia del bosco (1898)
- suity: Tempio greco na wiolonczelę i orkiestrę (1914), Anacreontiche (1915), Laudi francescane (1919)

### Utwory kameralne
- Trio fortepianowe c-moll (1908)
- I Sonata e-moll na skrzypce i fortepian (1908)
- II Sonata D-dur na skrzypce lub wiolonczelę i fortepian (1908)
- Sonata F-dur na wiolonczelę i fortepian (1913)
- Riflessi e ombre da un tema na kwintet fortepianowy (1916)

### Utwory fortepianowe
- Crepuscoli (1904)
- Quadri di Boecklin (1905)
- Miraggi (1906)
- Preludi del mare (1913)

### Utwory na głos i fortepian
- Bozzetti veneziani (1894)
- 12 liriche (1901)
- 4 liriche (1918)

### Opery
- L’oasi (wyst. Bolonia 1885)
- Mariska (wyst. Turyn 1889)
- Consuelo (wyst. Bolonia 1895)
- Il Gladiatore (wyst. Madryt 1898)
- Chopin (wyst. Mediolan 1901)
- Cecilia (wyst. Wenecja 1902)
- Il Mosè (wyst. Genua 1905)
- Il pane d’altrui (wyst. Wenecja 1907)
- Radda (wyst. Mediolan 1907)
- I Castello dei sogni (nie wystawiona)

### Balet
- La soubrette (wyst. Mediolan 1907)